# عمرو سليم (رسام)
عمرو سليم (10 ديسمبر 1962 -) هو رسام كاريكاتير مصري.

## حياته ونشأته
تخرج من المعهد العالي للسينما قسم الرسوم المتحركة سنة 1986.

## مسيرته
بدأ حياته المهنية بالعمل في مجلة «روز اليوسف» عام 1988 ثم ما لبث أن أصبح رئيسا لقسم الكاريكاتير ومساعدا لرئيس تحرير المجلة. في عام 2005 انضم عمرو لجريدة «الدستور» وعمل فيها رسامًا ورئيسًا لقسم الكاريكاتير وأيضا مساعدا لرئيس التحرير لمدة عام ونصف. التحق بمؤسسة «المصري اليوم» عام 2008 (نوفمبر). يعمل حاليا في جريدة الشروق ويرسم أيضا في مجلة «الصدى» الإماراتية وجريدة«الرأي» الكويتية ومجلة الأطفال «ماجد» منذ سنة 1994.
عمل في الكثير من الصحف والمجلات العربية، مثل «الأسبوع» و«الحياة اللندنية» و«العربي الناصري» و«الأحرار».

## مؤلفاته
صدر حديثًا عن دار نيسان للنشر والتوزيع، كتاب في أدب الرحلات تحت عنوان تحت عنوان "القاهرة.. عمان" للكاتب عمرو سليم.ويقدم الكاتب عمرو سليم توثيقًا لأولى رحلاته الدولية في دولة الأردن، التي ذهب إليها بدراجته الهوائية، وقرر أن يوثق الأحداث والأماكن الأثرية والسياحية عبر العصور في كتابه الوثائقي "القاهرة.. عمان".
ويشمل الكتاب مجموعة من الأماكن الموجودة في دولة الأردن، ومنها مدينة "البتراء" التي صنفت كواحدة من عجائب الدنيا السبعة، وكذلك منطقة "البحر الميت" التي يطلق عليها البقعة الساحرة، حيث تعد النقطة الأكثر انخفاضًا على سطح الأرض، بالإضافة إلى توثيقه لمجموعة من الأضرحة ومقامات الأنبياء والصحابة الكرام، كما ينقل الكاتب خلال صفحات الكتاب عادات وتقاليد الشعب الأردني ويشارك رحلته ومغامرته بصحبة دراجته الهوائية متنقلا من مكان إلى مكان ليجسد ما يراه، ليصبح مرجعا ودليلا لأجيال قادمة في عالم الترحال.